# Съглашенска източна армия
Съглашенската източна армия (на английски: Allied Army of the Orient (AAO), на френски: Armées alliées en Orient) е съвместно формирование на многонационалните сили на Антантата на Солунския фронт по време на Първата световна война.
След като Централните сили превземат Сърбия през септември-октомври 1915 година, няколко съюзни държави изпращат войски в Солун, включително Френската източна армия и Британската солунска армия.
До август 1916 година около 400 000 съюзни войници от пет армии заемат Солунския фронт. Налага се да се създаде общо командване и след дълги дискусии френския генерал Морис Сарай е назначен за командир на всички съюзни сили в Солун, въпреки че те остават пряко подчинени на собствените си правителства.
Гърция остава неутрална първоначално. След преврат извършен през юни 1917 година, с повишен натиск от страна на съюзниците, Крал Константин I е принуден да абдикира. Елефтериос Венизелос поема контрола върху цялата държава и Гърция официално обявява война на Централните сили на 30 юни 1917 година. Гръцките войски също действат под командването на Съглашенската източна армия.

## Командващи
- 11 август 1916 г.: генерал Морис Сарай
- 15 декември 1917 г.: генерал Адолф Гийом
- 17 юни 1918 г.: генерал Луи Франше д'Еспере

## Състав
- Франция
  - Френска източна армия: 8 дивизии
- Великобритания
  - Британска солунска армия: 6 дивизии
- Сърбия

Сръбските армии са с размер на корпуси.
- - Първа сръбска армия, под командването на Живойн Мишич и после на Петър Бойович
  - Втора сръбска армия, под командването на Степа Степанович
  - Трета сръбска армия, под командването на Павле Юришич – Щурм и после на полковник Милош Васич (разтурена през май 1917 година)
- Русия

- - 2 бригади от Руския експедиционен корпус във Франция под командването на Михаил Дитерихс
- Италия[2]

- - 35-а пехотна дивизия (Corpo di spedizione italiano in Macedonia) под командването на:
    - Карло Петити ди Рорето (юли 1916 – април 1917)
    - Джузепе Пенела (26 април – 24 май 1917)
    - Ернесто Момбели (24 май 1917 – края на 1918)
- Гърция

- - 10 000 войници под командването на полковниците Емануил Зимвракакис и Александрос Мазаракис (септември 1916)
  - 10 дивизии (204 000 бойци) под командването на Панайотис Данглис
- Други
  - Португалия: 1 бригада
  - Албания: 1000 нередовни бойци под командването на Есад паша Топтани
  - Черна гора: нередовни бойци